# Resolución 251 del Consejo de Seguridad de las Naciones Unidas
La resolución 251 del Consejo de Seguridad de las Naciones Unidas, aprobada por unanimidad el 2 de mayo de 1968, después de reafirmar la resolución 250 (1968), deplora profundamente que Israel haya celebrado un desfile militar en Jerusalén el 2 de mayo, desatendiendo  la decisión adoptada por unanimidad por el Consejo en la resolución 250.